# Perro
Genre
Synonymes
- Pero Tanasevitch, 1985 nec Herrich-Schäffer, 1855

Perro est un genre d'araignées aranéomorphes de la famille des Linyphiidae.

## Distribution
Les espèces de ce genre se rencontrent en Russie et au Canada.

## Liste des espèces
Selon World Spider Catalog (version 16.5, 15/11/2015) :
- Perro camtschadalica (Kulczyński, 1885)
- Perro polaris (Eskov, 1986)
- Perro putoranica (Eskov, 1986)
- Perro subtilipes (Tanasevitch, 1985)
- Perro tshuktshorum (Eskov & Marusik, 1991)

## Publications originales
- Tanasevitch, 1985 : A study of spiders (Aranei) of the polar Urals. Trudy zoologicheskovo. Instituta Leningrad, vol. 139, p. 52-62.
- Tanasevitch, 1992 : New genera and species of the tribe Lepthyphantini (Aranei Linyphiidae Micronetinae) from Asia (with some nomenclatorial notes on linyphiids). Arthropoda Selecta, vol. 1, no 1, p. 39-50 (texte intégral).